# Farmington (New Hampshire)
Farmington je město v okrese Strafford County ve státě New Hampshire ve Spojených státech amerických. K roku 2010 zde žilo 6 786 obyvatel. S celkovou rozlohou 97,2 km² byla hustota zalidnění 70 obyvatel na km².